# حديقة حيوان الفيوم
حديقة حيوان الفيوم ، هي إحدى حدائق الحيوان في مصر وتتبع الادارة المركزية لحدائق الحيوان، انشئت في عام 1984 في عهد محافظ الفيوم السابق عبد الرحيم شحاتة.

## معرض الصور

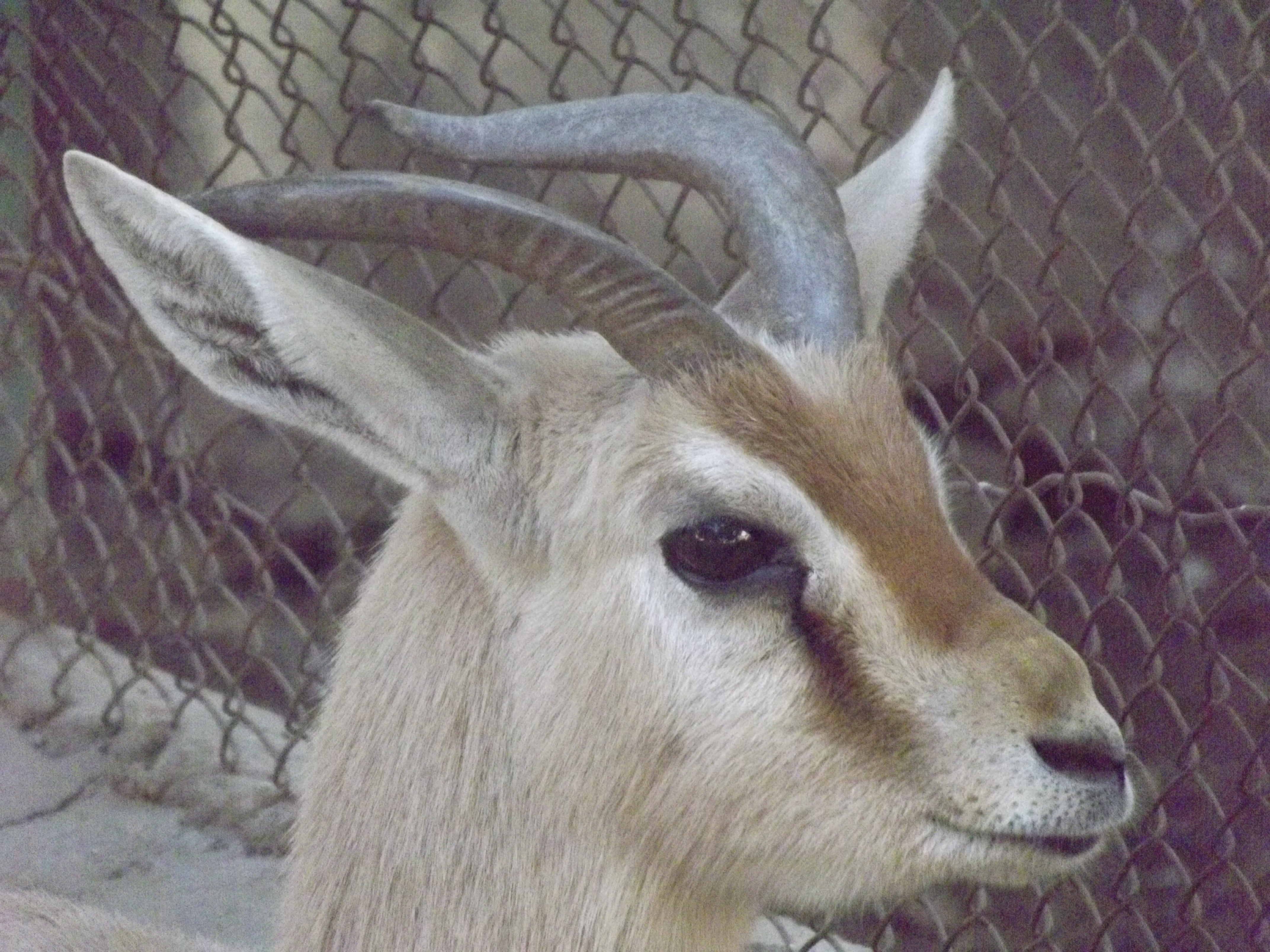
غزال دوركاس داخل حديقة حيوان الفيوم
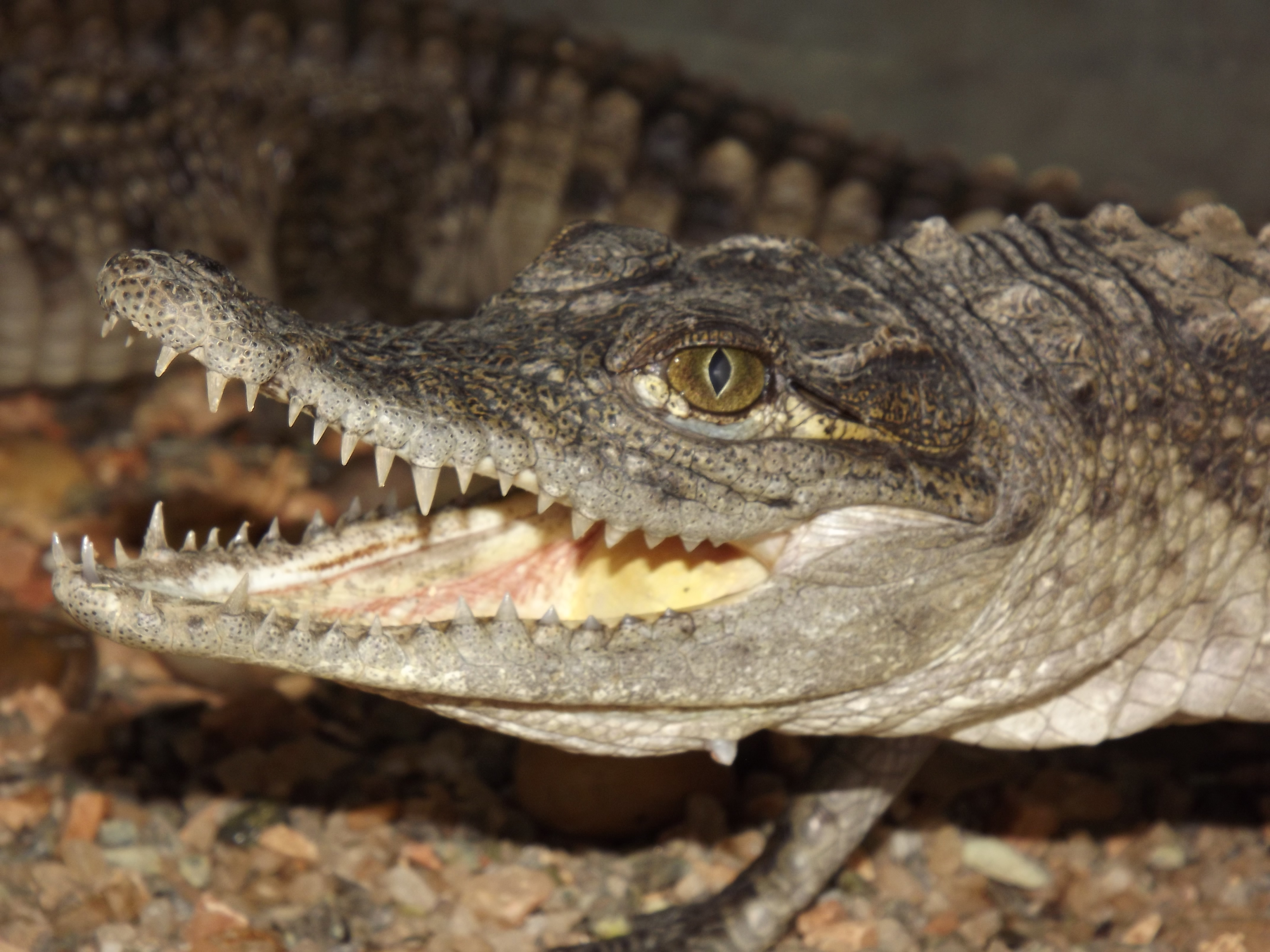
تمساح النيل داخل حديقة حيوان الفيوم
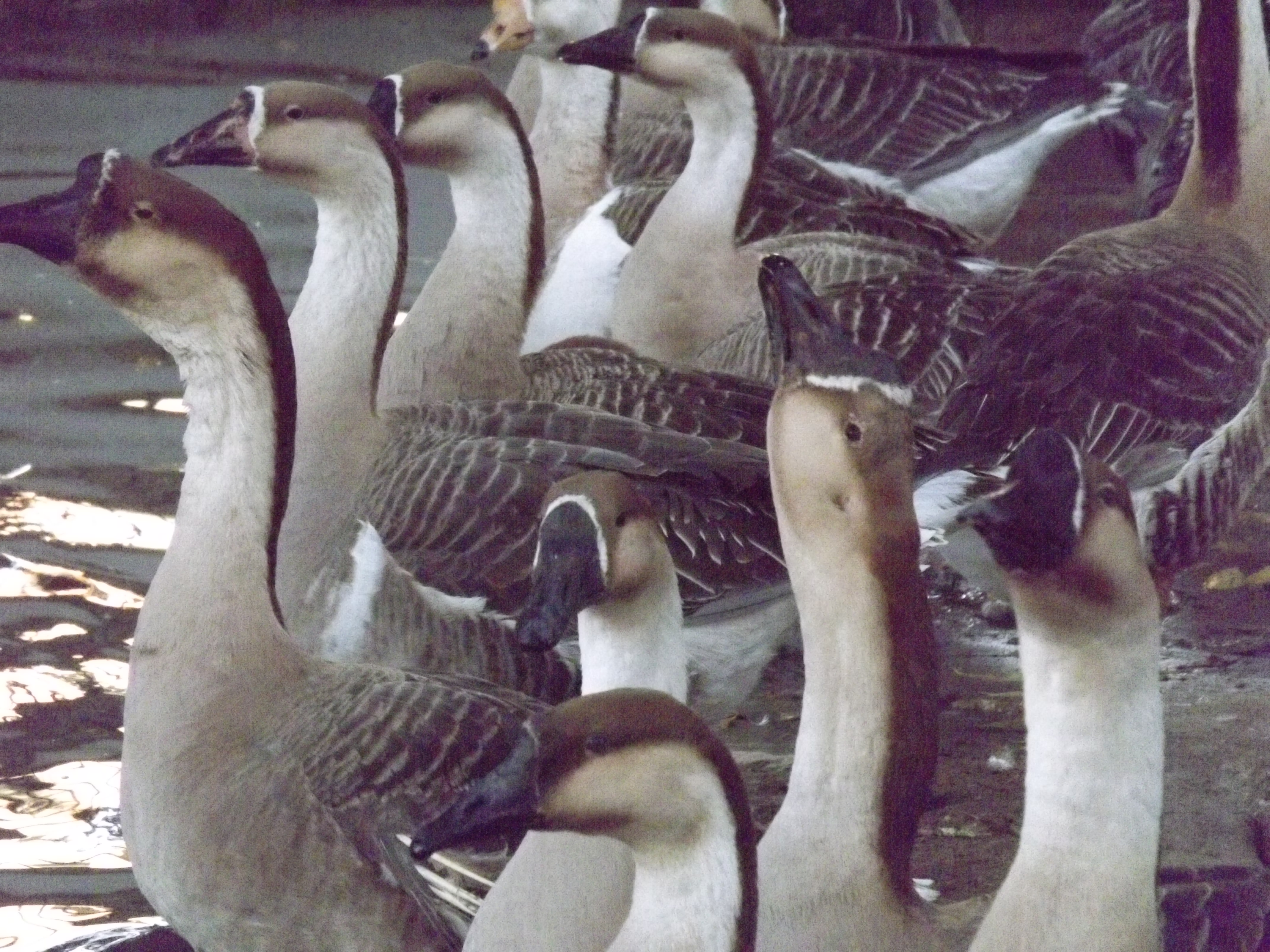
إوز صيني داخل حديقة حيوان الفيوم
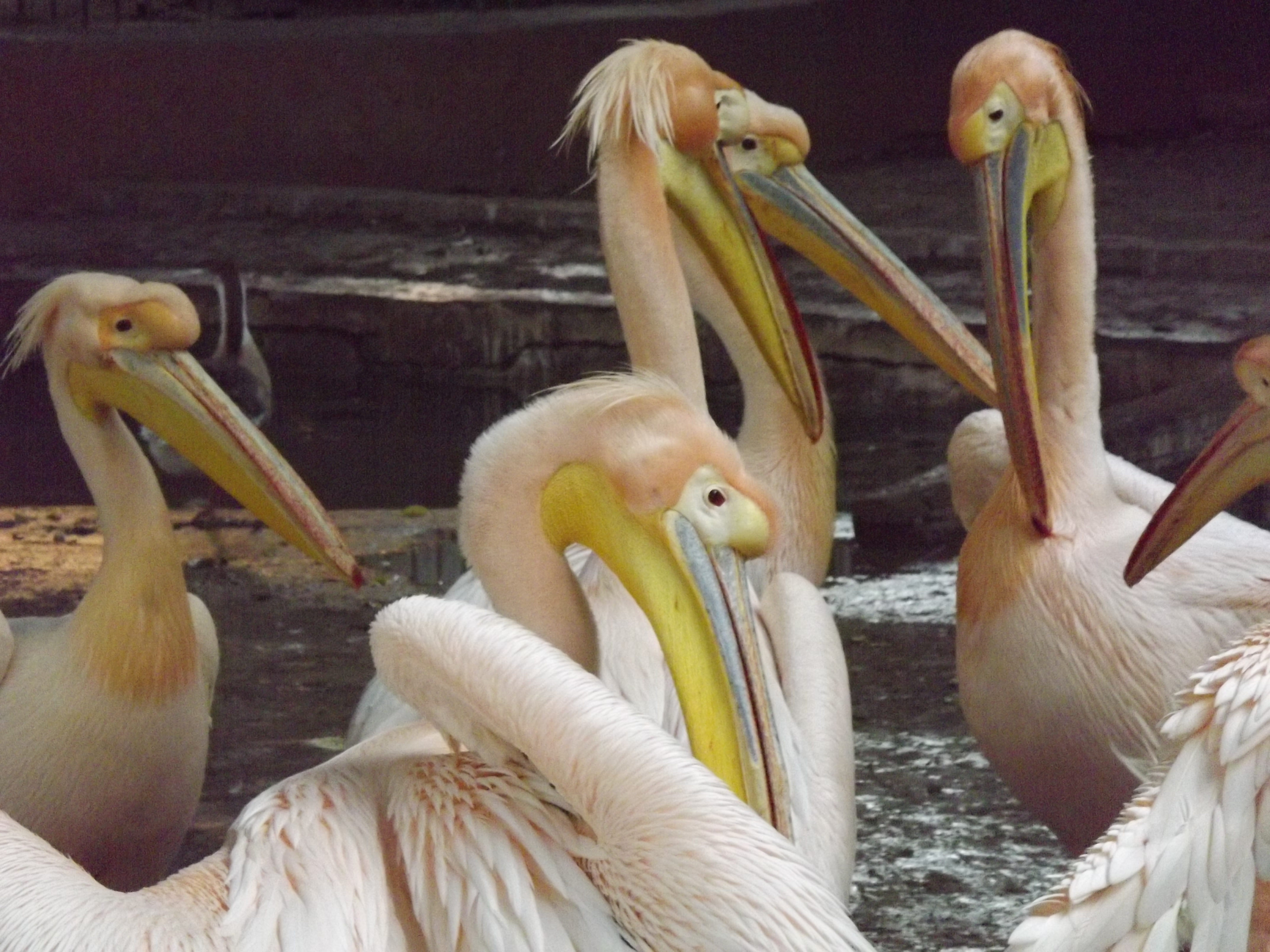
بجع أبيض داخل حديقة حيوان الفيوم
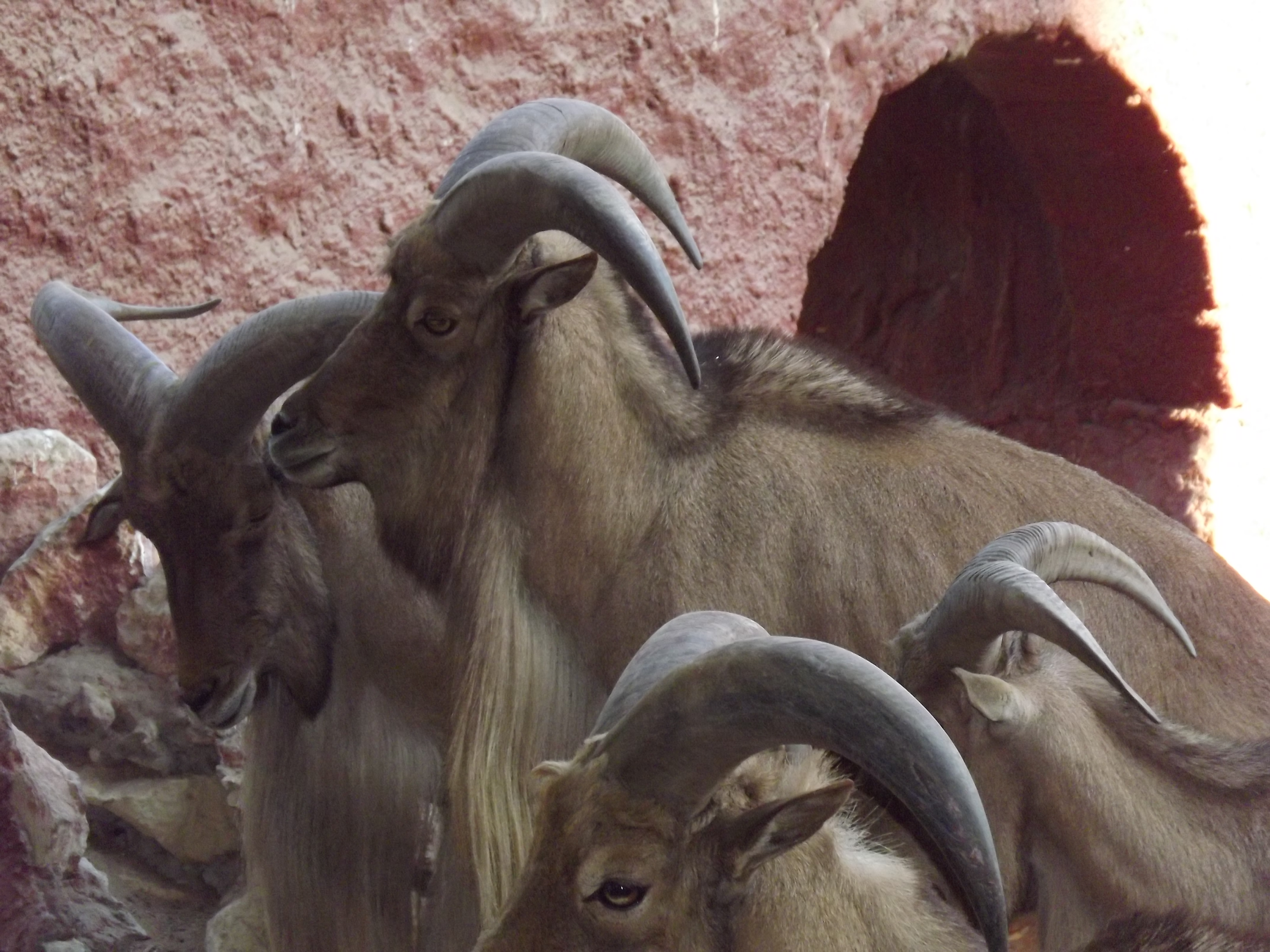
كبش أروي داخل حديقة حيوان الفيوم
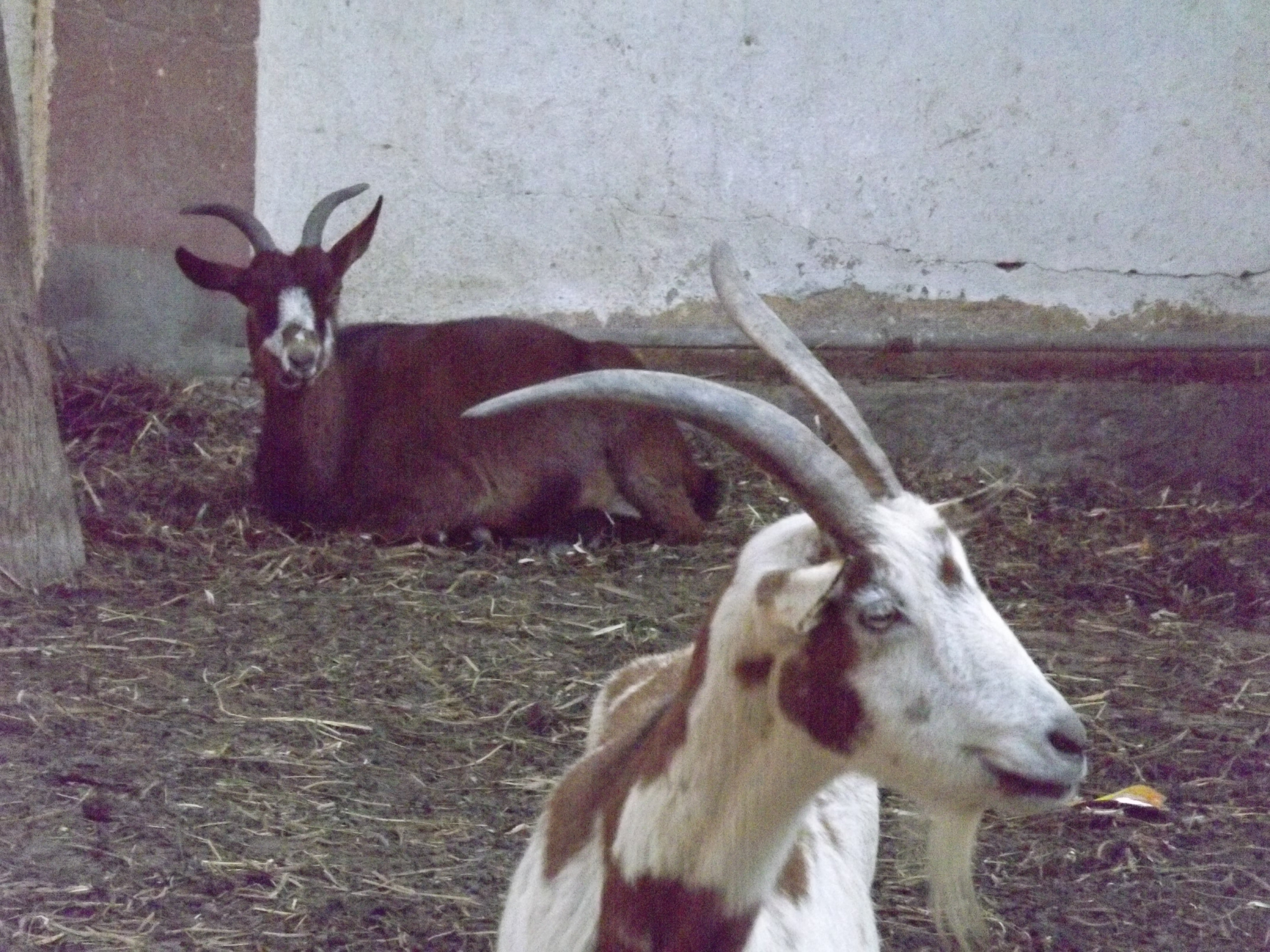
ماعز آسيوي داخل حديقة حيوان الفيوم
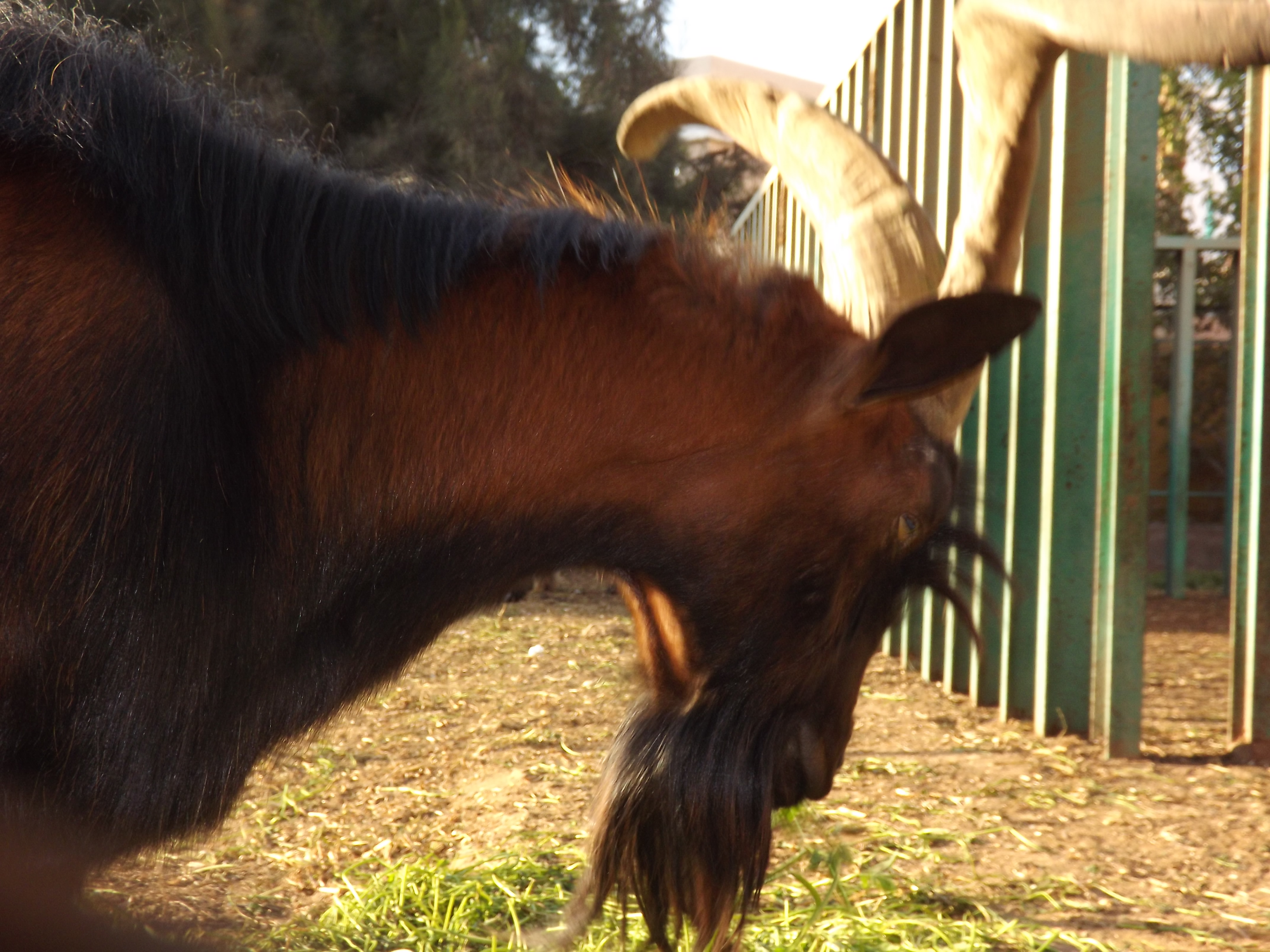
ماعز آسيوي داخل حديقة حيوان الفيوم
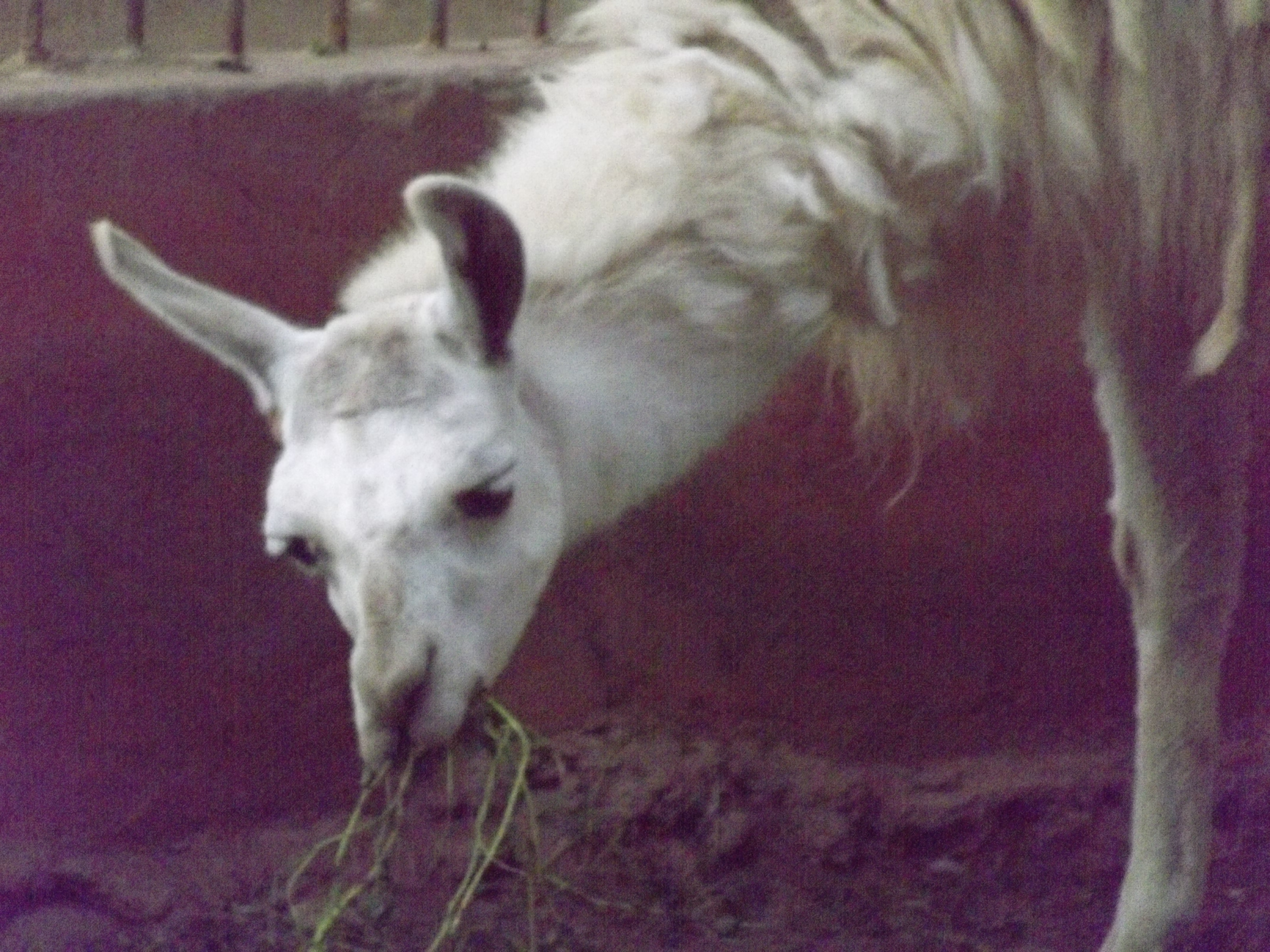
لاما داخل حديقة حيوان الفيوم
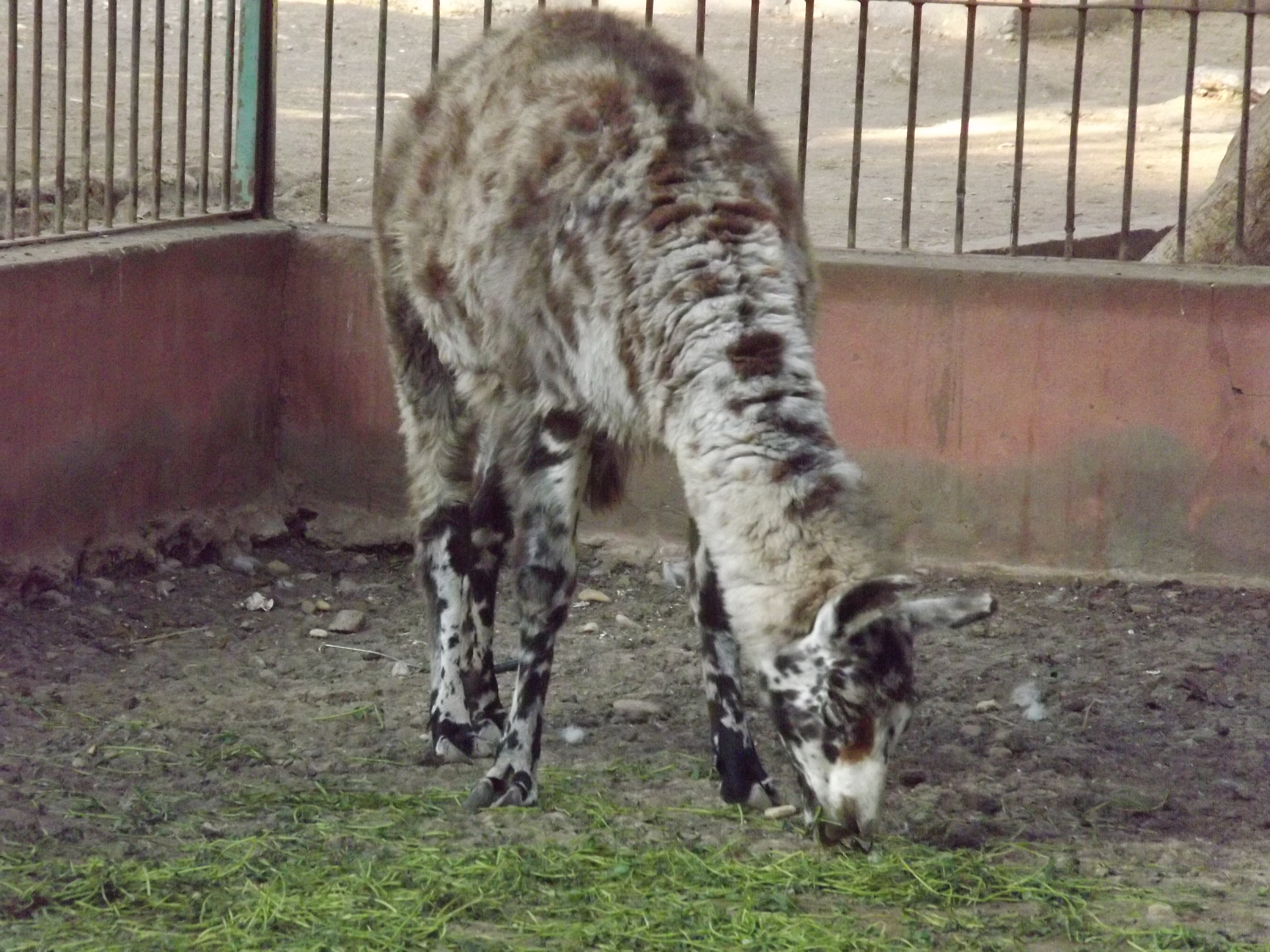
لاما داخل حديقة حيوان الفيوم
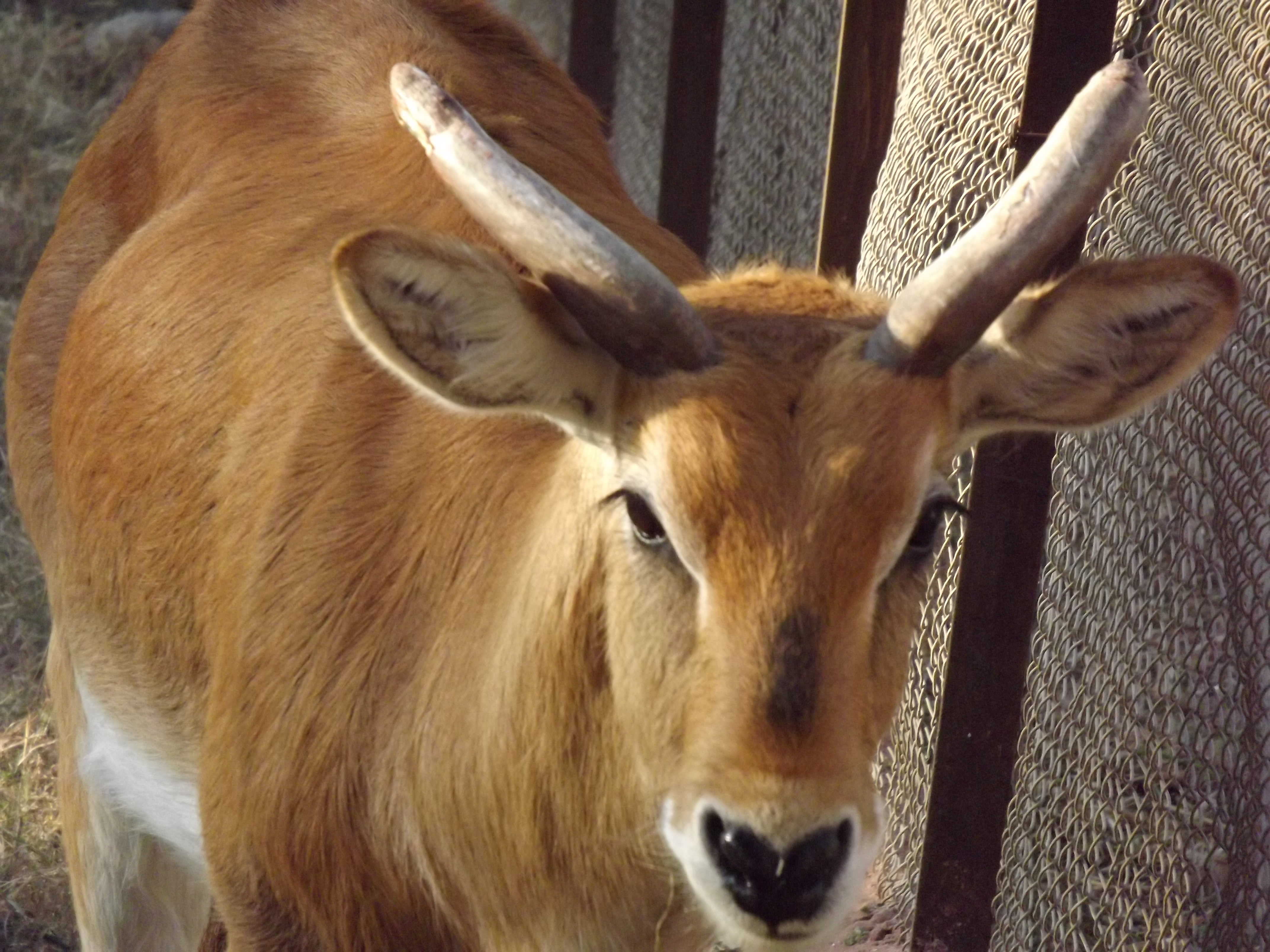
تيل أحمر داخل حديقة حيوان الفيوم
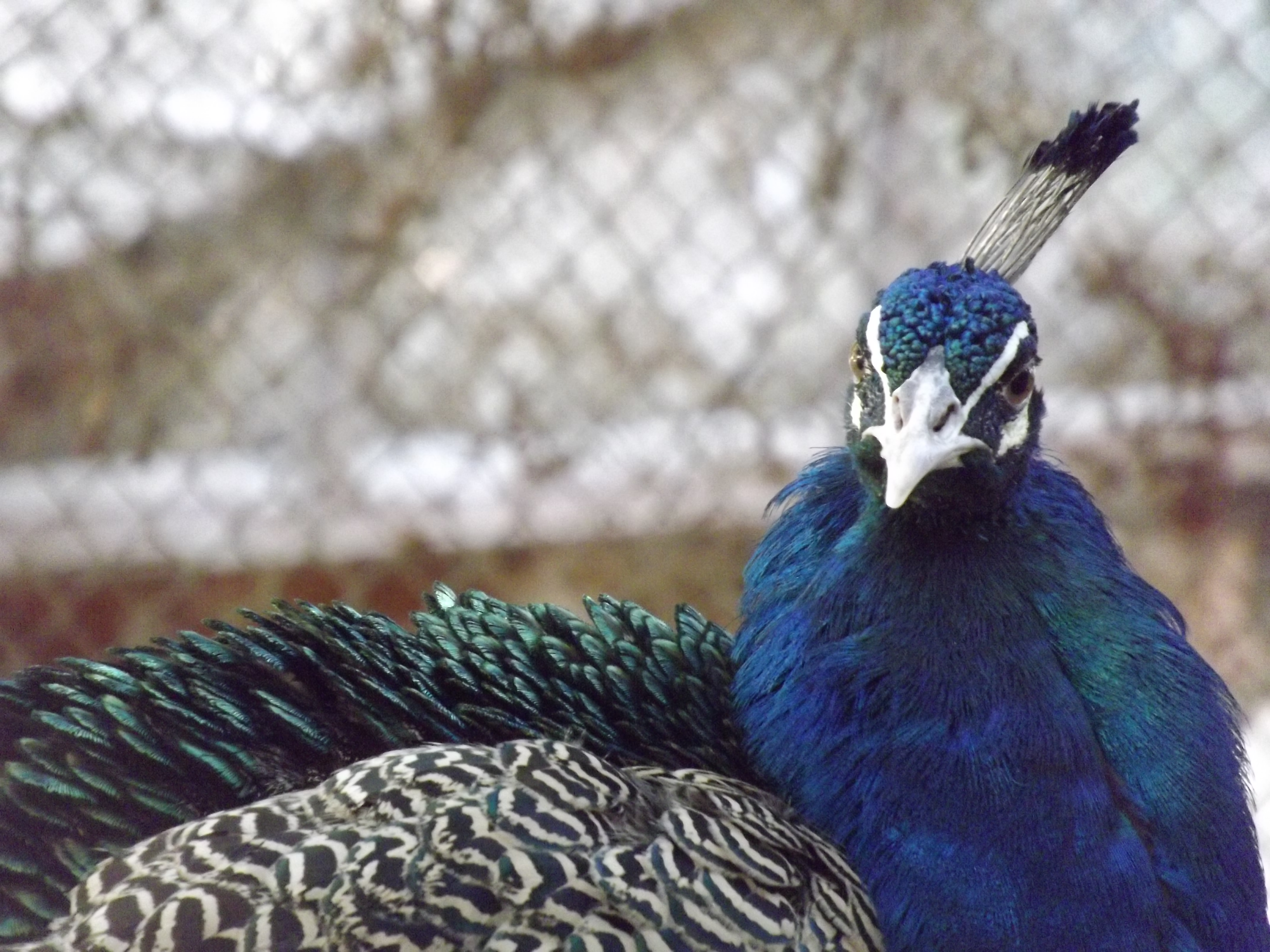
طاووس هندي داخل حديقة حيوان الفيوم
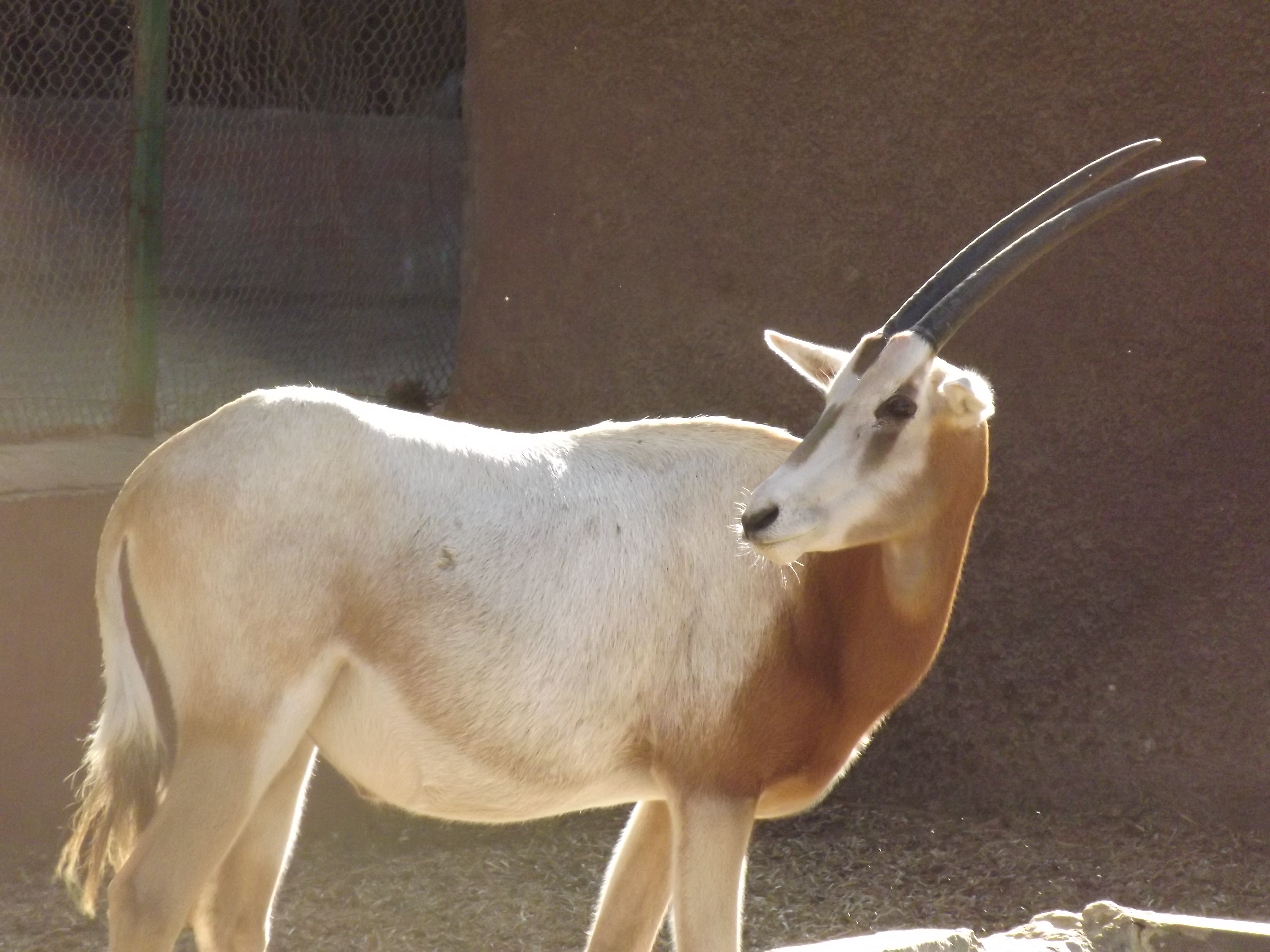
مها أبو حراب داخل حديقة حيوان الفيوم
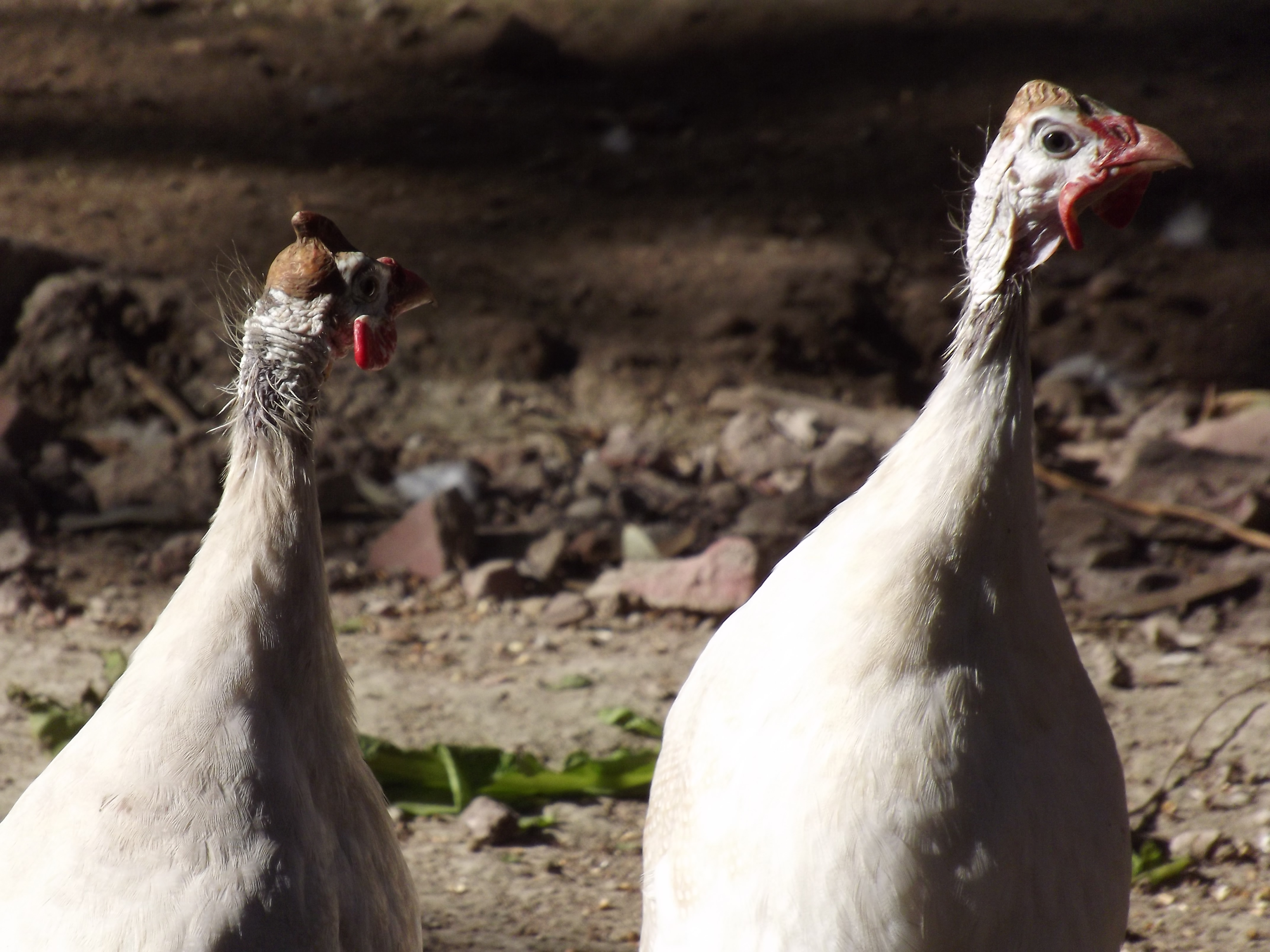
دجاج وادي غرب أفريقيا داخل حديقة حيوان الفيوم
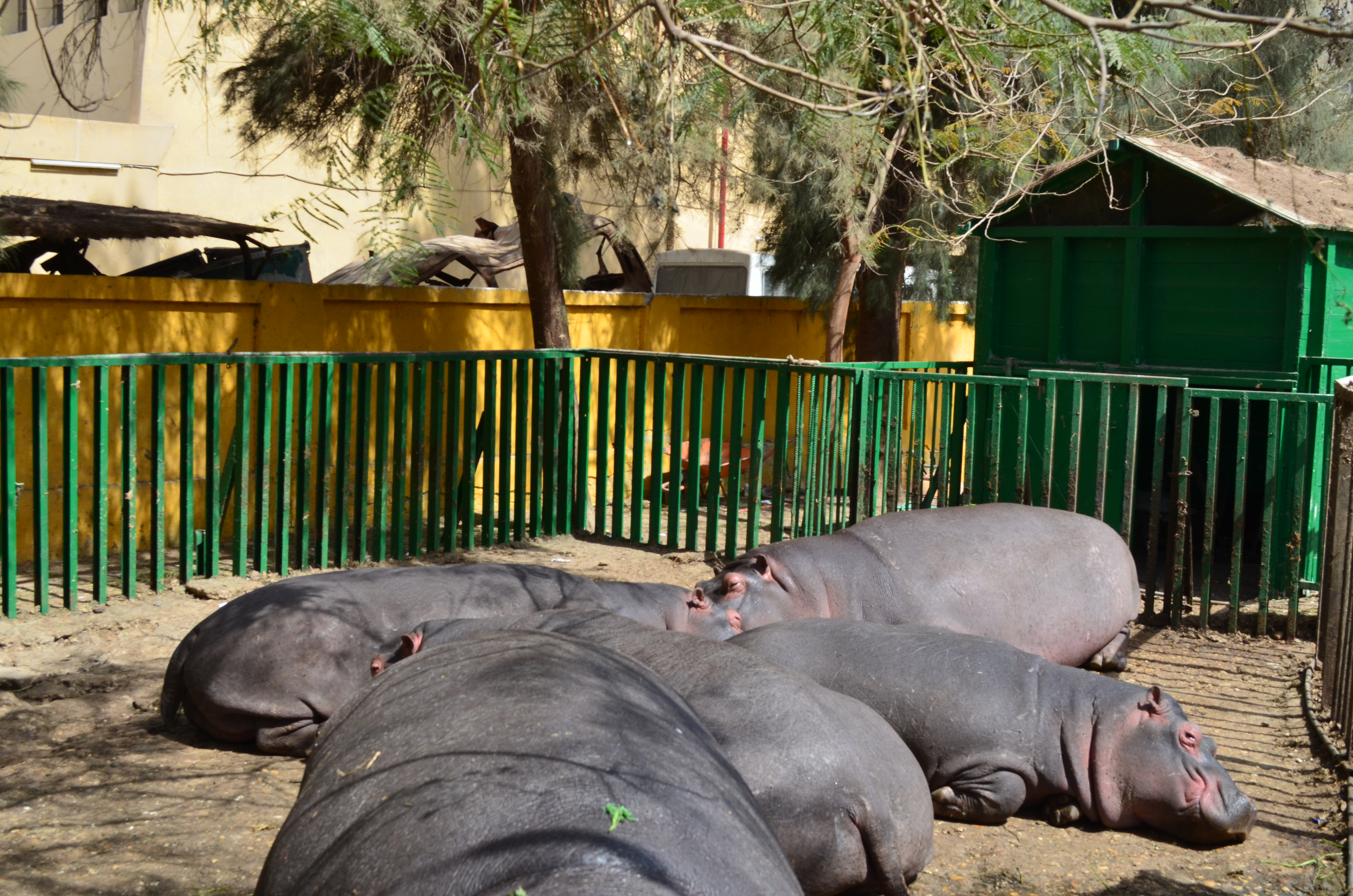
فرس النهر داخل حديقة حيوان الفيوم
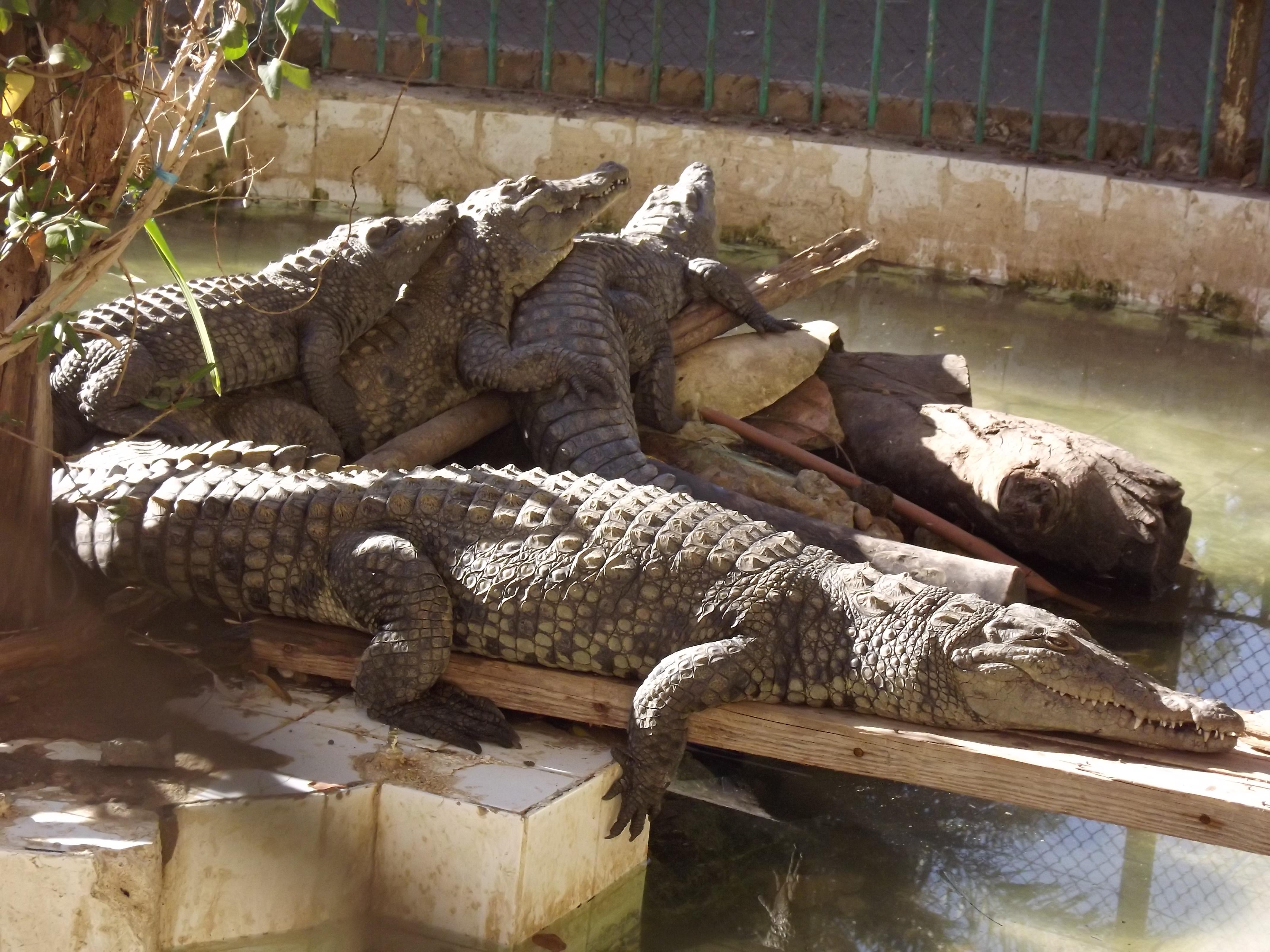
تمساح النيل داخل حديقة حيوان الفيوم
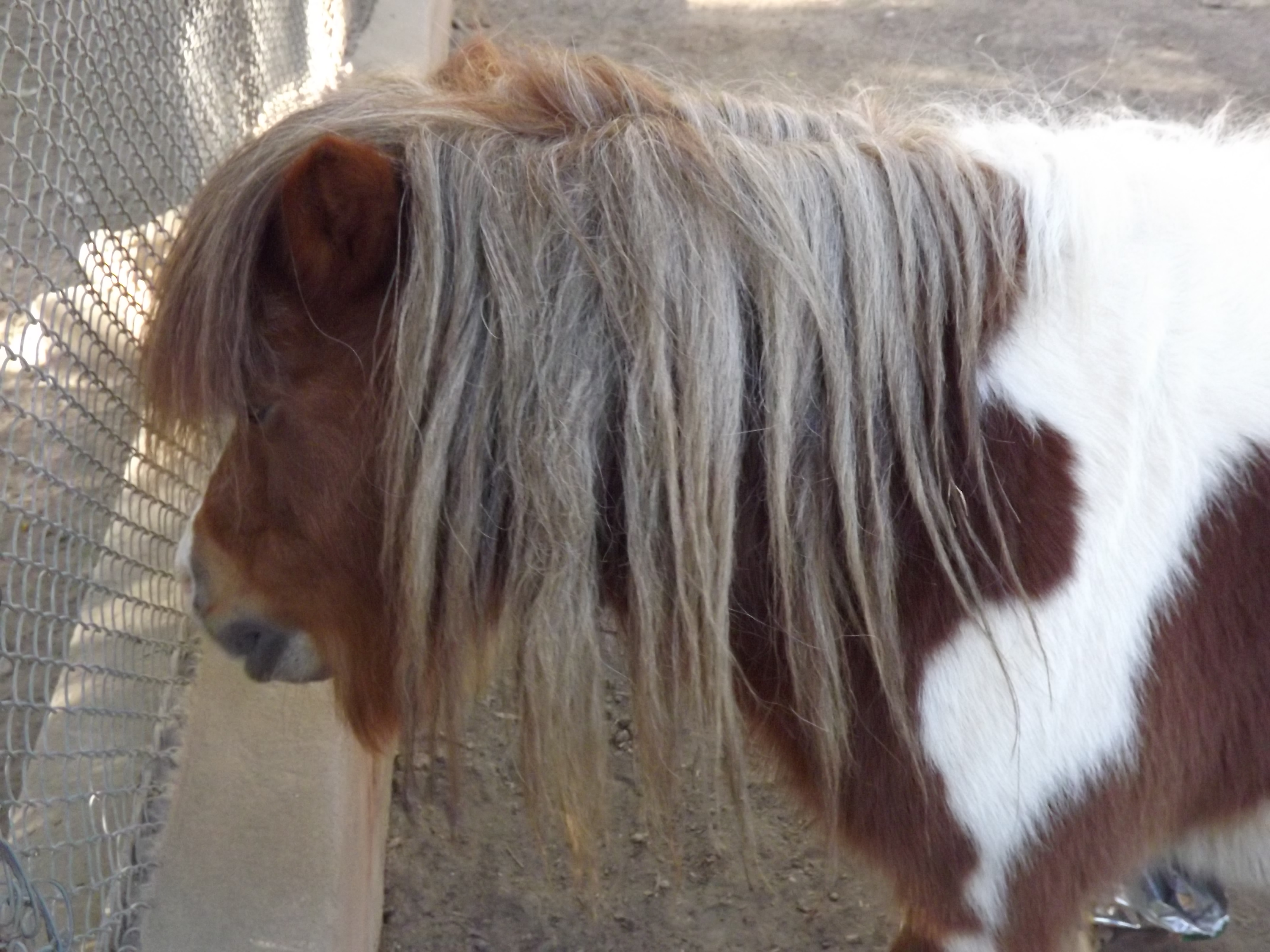
سيسي داخل حديقة حيوان الفيوم

## وصلات خارجية
- El fayoum zoo  على فيسبوك.
- رابطة اوار  على فيسبوك.
- Help rescue animals in Egypt Zoos  على فيسبوك.
- الهيئة العامة للخدمات البيطرية بجمهورية مصر العربية  على فيسبوك.
- Fayoum Tourism Authority  على فيسبوك.
- حديقة حيوان الفيوم تستقبل أول مولود لأنثى السيد قشطة على يوتيوب
- مهزلة في حديقة حيوان الفيوم . قناة الأعلامي على يوتيوب
- Fayoum zoo - December 2012 على يوتيوب